# Phare de Sand Island
Le phare de Sand Island (en anglais : Sand Island Light), est un phare du lac Supérieur situé à la pointe nord de Sand Island, l'une des îles des Apôtres dans le comté de Bayfield, Wisconsin.
Ce phare, comme quatre autres des îles des Apôtres, est inscrit au Registre national des lieux historiques depuis le 1er mars 1977 sous le no 77000145.

## Historique
En 1871, l'United States Lighthouse Board demanda au Congrès américain des fonds pour construire un phare sur Sand Island afin de mieux guider les navires vers le phare de Raspberry Island et marquer la bordure ouest des îles des Apôtres. En 1880, le Congrès a finalement accepté d'ériger un phare et a envoyé un ingénieur pour commencer à planifier la construction de la station. Le phare de l'île Sand a été construit à partir des mêmes conceptions que trois autres phares, mais avec la brownstone des îles au lieu de la brique classique. Les maçons ont ouvert un trou pour la cave, puis ont commencé à construire la maison des gardiens et ont ajouté la tour dans le coin ouest de la structure. Il a été équipé d'une lentille de Fresnel blanche du quatrième ordre fixe placée dans la salle des lanternes. Un gardien par intérim a été nommé et le feu a été allumé pour la première fois le 25 septembre 1881.
À la fin des années 1910, les modes de navigation locaux avaient changé et le phare de Sand Island était devenu moins important. En 1921, le Lighthouse Board a automatisé la tour et le gardien a été réaffecté dans un autre phare. En 1933, la lumière automatisée a été démantelée et la Garde côtière a construit une tour en acier devant le premier phare. La lumière automatisée a été placée sur le dessus jusqu'en 1985, date à laquelle la lumière a été replacée dans le premier phare et la tour métallique a été désactivée.

### Visite des îles
La plupart des îles des Apôtres sont actuellement détenues par le National Park Service et font partie de l'Apostle Islands National Lakeshore. Elles peuvent être atteints par le bateau-taxi Apostle Islands Cruise Service ou par bateau privé pendant l'été. Pendant la célébration annuelle des phares des îles des Apôtres, un service de traversée en ferry est disponible pour tous les phares. Pendant la saison touristique, des gardes forestiers bénévoles sont sur de nombreuses îles pour accueillir les visiteurs.

## Description
Le phare est une tour octogonale en grès brun foncé  de 13 m de haut, avec galerie et lanterne, attachée à une maison de gardien de style gothique de 2 étages. Le phare est de couleur naturelle et la lanterne est noire.
Il émet, à une hauteur focale de 18 m, un éclat blanc durant 06 seconde par période de 6 secondes. Sa portée est de 9 milles nautiques (environ 17 km). 

## Caractéristiques dufeu maritime
Fréquence : 6 secondes (W)
- Lumière : 0.6 seconde
- Obscurité : 5.4 secondes

Identifiant : ARLHS : USA-772 ; USCG : 7-15580.

### Lien connexe
- Liste des phares du Wisconsin